# Emil Grandpierre
Emil Grandpierre cel Bătrân (în maghiară Idősebb Grandpierre Emil, pseudonim literar: Nagy Péter; n. 18 noiembrie 1874, Nagykanizsa, Comitatul Zala, Regatul Ungariei – d. 7 aprilie 1938, Budapesta, Regatul Ungariei) a fost un romancier maghiar, autor de lucrări juridice și politice, tatăl lui Emil Grandpierre din Cluj și al lui Edit Grandpierre. A fost unul dintre liderii comunități maghiare transilvănene după Unirea Transilvaniei cu România din 1918.

## Biografie
Provenea dintr-o veche familie franceză hughenotă; străbunicul său s-a mutat din Elveția la Cluj, unde a devenit profesor de limbi franceză și germană. Studiile secundare le-a urmat la Colegiul Reformat din Debrețin, apoi la Sibiu și la Colegiul Reformat din Cluj, absolvind în 1893.
În 1899 a obținut titlul de doctor în drept de la Universitatea din Cluj, apoi a activat ca stagiar juridic la tribunalul din Cluj, ulterior ca judecător de plasă, grefier la Curtea de Apel și, în cele din urmă, ca președinte de complet la tribunal.
Începând cu 1 decembrie 1918, la cererea guvernului condus de Mihály Károlyi, a fost numit prefect-comisar guvernamental al orașului Cluj și al comitatului Cluj. După ce a refuzat să depună jurământul față de statul român, autoritățile române au preluat puterea de la el la 18 ianuarie 1919, fiind însă păstrat în structurile de conducere provizorii.
A fost unul dintre fondatorii revistei Pásztortűz și a mai scris și la revista Ellenzék. Având vederi profund conservatoare, el a fost unul dintre organizatorii Alianței Maghiare, înființate în 1921, vicepreședinte executiv al acesteia și, în 1922, președintele Partidului Național Maghiar. Între 1922 și 1925 a fost vicepreședinte al Partidului Național Maghiar. În 1925 a demisionat din partid și s-a stabilit în Ungaria, unde a lucrat ca judecător administrativ în Budapesta. A continuat să viziteze Clujul în timpul liber și să păstreze legătura cu intelectualii maghiari din Transilvania.
Emil Grandpierre a decedat în 1938, în Budapesta.

## Lucrări
- Ó, kedves Kolozsvár! (Oh, dragul meu Cluj!), Berlin, 1926
- Trei piese într-un act, Cluj, 1926
- Casa de pe malul Someșului, roman, Cluj, 1927
- Casa mare din piață, roman, Cluj, 1933